# アブドルハリーム・アブーガザーラ
ムハンマド・アブドルハリーム・アブーガザーラ（アラビア語: محمد عبد الحليم أبو غزالة、英語: Muhammad Abd al-Halim Abu Ghazala、1930年1月15日 - 2008年9月6日）は、エジプトの軍人、政治家。国防大臣（1981年- 1989年）、副首相。陸軍元帥、エジプト軍総司令官。
ブハイラ県クブール・アル＝ウマラー村（現ズフール・アル＝ウマラー村）出身。ダマンフールの高校を卒業し、1949年に軍事大学を卒業。1957年から1961年までソ連スターリンアカデミーに留学し砲兵司令官の学位を取得、さらに1967年には駐在武官として米国に滞在し、米戦争学校から非米国人として初めて優等学位を取得した。他にもナセル高等士官学校を卒業しているだけでなく、カイロ大学で商学位及び経営学位を取得するなど文武両道の人物であった。
第一次中東戦争、第二次中東戦争に従軍、大敗を喫した第三次中東戦争では西部国境の任務についていたため、従軍していない。第四次中東戦争では陸軍砲兵司令官をつとめて戦功をあげ、同戦争におけるエジプト軍の英雄の一人となった。